# Vůdcův bunkr

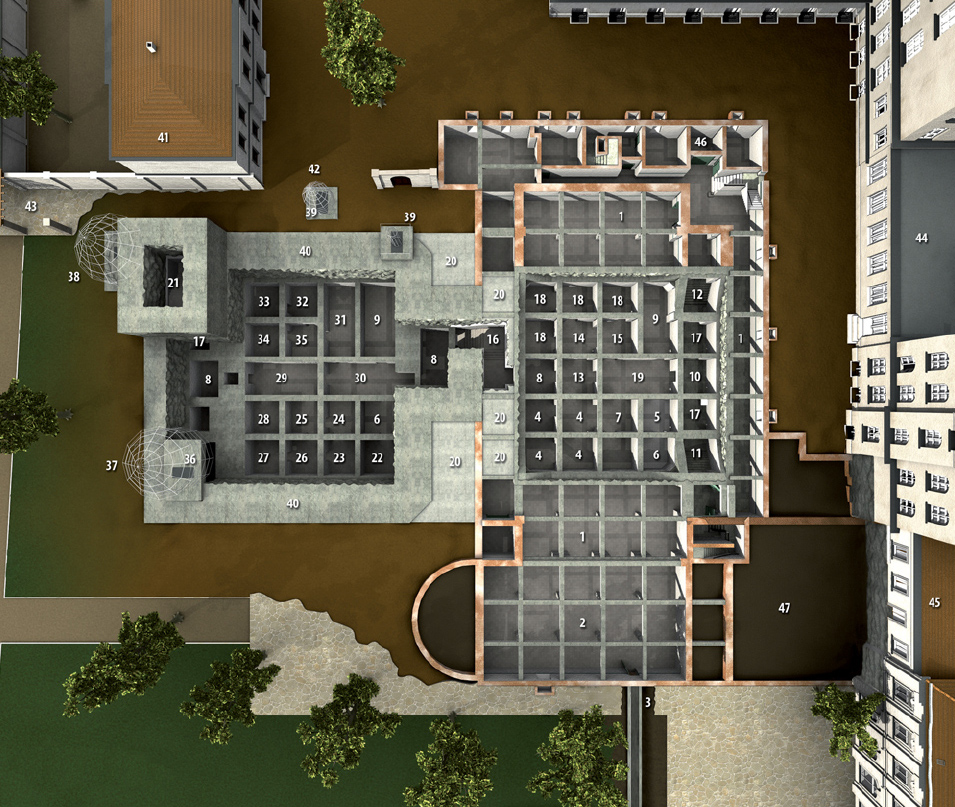
Model bunkru

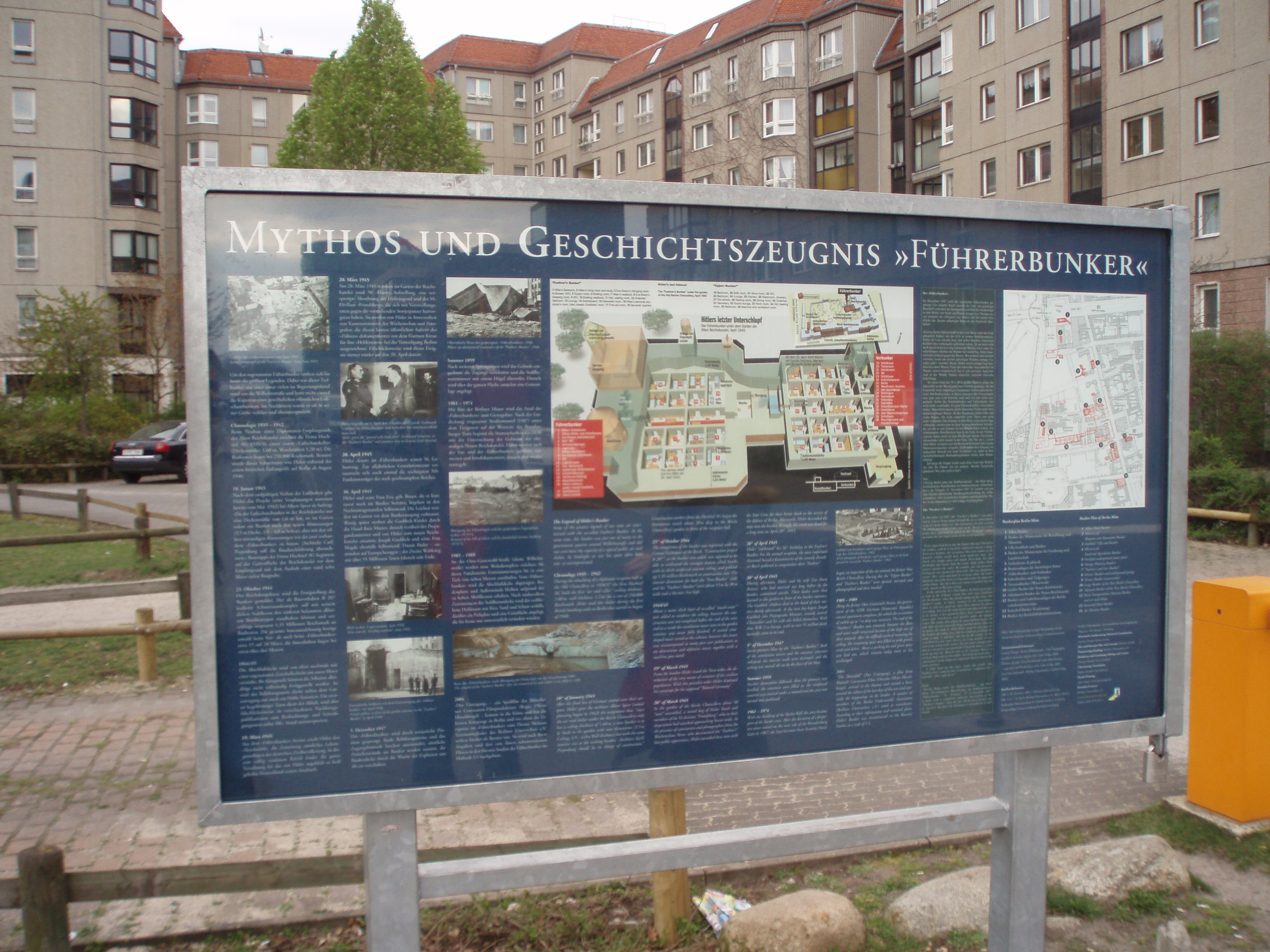
Informační tabule na místě vůdcova bunkru

Vůdcův bunkr ( Führerbunker) byl podzemní komplex v Berlíně, kde se na konci války ukrývali Adolf Hitler a Eva Braunová a kde nakonec spáchali sebevraždu. Tento bunkr představuje jedno z nejznámějších Hitlerových sídel, mezi další patří například Vlčí doupě v dnešním Polsku nebo Orlí hnízdo v bavorských Alpách.
O životě v bunkru vypovídá film Pád Třetí říše z roku 2004.

## Starý bunkr
Komplex byl vybudován v několika etapách na zahradě starého říšského kancléřství na Wilhelmstraße, které Adolf Hitler používal jako svoji hlavní soukromou rezidenci. Při nutných přestavbách nevyhovujících vnitřních prostor bylo v roce 1935 započato s rekonstrukcí velkého Přijímacího sálu (v některých dokumentech je uváděn jako Diplomatický sál) a přiléhající zimní zahrady. Současně byla zahájena stavba betonového úkrytu v části stávajících sklepů a rozšířením do zahrady kancléřství. Není zcela přesně zdokumentováno, z jakého popudu či pod jakou záminkou bylo o této stavbě rozhodnuto, ale dá se dedukovat o určitém vlivu architekta Speera. Tato etapa stavby byla v roce 1936 dokončena. Původní zastavěná plocha krytu (bunkru) byla 21,5×21,5 m s mocností železobetonových obvodových stěn a stropu 1,2 až 1,6 m. Obyvatelný prostor byl cca 18×19 m. Dodatečně byl strop zesílen vrstvou železobetonu o mocnosti cca 1,0 m. S přihlédnutím na stavební úpravy v zastavěné ploše starého kancléřství přesahovala mocnost stropu 3,0 m a odolala by jakékoliv tehdejší letecké pumě. Do tohoto krytu byl přístup ze sklepa pod Slavnostním sálem, kam se vcházelo bočním schodištěm na spojovací chodbě mezi jídelnou a zimní zahradou. Z bunkru byl vyveden ještě nouzový únikový východ, osazený těžkými pancéřovými vraty se vzduchotěsnými přepážkami a ventilačním systémem. Celý bunkr byl energeticky soběstačný, jelikož byl napájen dieselelektrickým agregátem napojeným na ventilační systém i na systém vodovodu a kanalizace, protože kanalizační jímka bunkru byla umístěna pod úrovní uliční kanalizační sítě. V bunkru bylo celkem 12 místností s centrální chodbou, jež po přestavbě sloužila jako jídelna a zároveň i společenská místnost. Část stávajících zrekonstruovaných sklepních prostor pod starým kancléřstvím sloužila až do konce jako proviantní a technická zásobárna bunkru.

## Nový bunkr
V průběhu let 1942 až 1943 bylo započato s výstavbou druhé části vůdcova bunkru, jenž byl budován dále do zahrady říšského kancléřství a téměř kopíroval ulici Voßstraße a na druhé straně byl ohraničen budovou nového kancléřství. Dokumenty uvádějí stavební jámu o hloubce přesahující 10 m. Vstup do spodního vůdcova bunkru byl jednak točitým schodištěm ze „starého bunkru“, původní stavby z roku 1936, a dále pak schodištěm s kasematovými střílnami a plynovými uzávěry ze zahrady kancléřství. Vyústění do zahrady bylo kryto pancéřovými dveřmi, bočními kasematovými střílnami a strážní věží, v níž byla zaústěna ventilace. Po přepracování projektu týmem projektantů vedeným Albertem Speerem byly zdi a stropy zbudované ze železobetonu zesíleny na mocnost 3,5 m. Ani takto zbudované železobetonové zdi nebyly schopny vzdorovat průsakům spodní vody do obytného prostoru bunkru. To bylo řešeno instalací výkonných čerpadel, jež prosakující vodu jímanou do průsakových jímek permanentně odčerpávaly do kanalizačního systému. I přes toto opatření byla v bunkru velmi vysoká vlhkost vzduchu a poměrně rozsáhlé zaplísnění stěn (svědectví přeživších obyvatel bunkru nebo návštěvníků). I přes dobře fungující ventilační systém byl v bunkru stálý zápach. Technologické zařízení měl horní i spodní bunkr samostatné, od sebe oddělené a na sobě nezávisle pracující. Spodní bunkr byl stavebně dokončen teprve v roce 1944 a okamžitě obsazen stálou osádkou obsluhy pod velením vrchního strojníka Hentschela. Rovněž pokoje nebo prostory určené pro Begleitkommando (tělesná stráž vůdce) byly trvale obsazeny a udržovány v pohotovostním režimu. Spojovací uzel s nejmodernější tehdejší dostupnou spojovací technikou byl nainstalován a plně provozuschopný. O provoz se od samého počátku staral jeden z přeživších stálých obyvatel bunkru SS-Obergefreiter Rochus Misch.
V bunkru byly pokoje pro jednak stálé obyvatele, příznivce a blízké spolupracovníky vůdce, včetně administrativy, dále pak pokoje pro návštěvy, konferenční místnost, kde Hitler pořádal porady (poslední 22. dubna 1945), lékařský pokoj a sanitární místnost a ubikace strážního oddílu. Zvláštní pokoje s příslušenstvím zde měla Eva Braunová, manželé Goebbelsovi a „dvorní“ lékař dr. Morell. V dubnu 1945 v bunkru krátce či déle pobývalo až 50 lidí, což vznášelo velké nároky především na inženýrské sítě a vzduchotechniku.

## Konec války

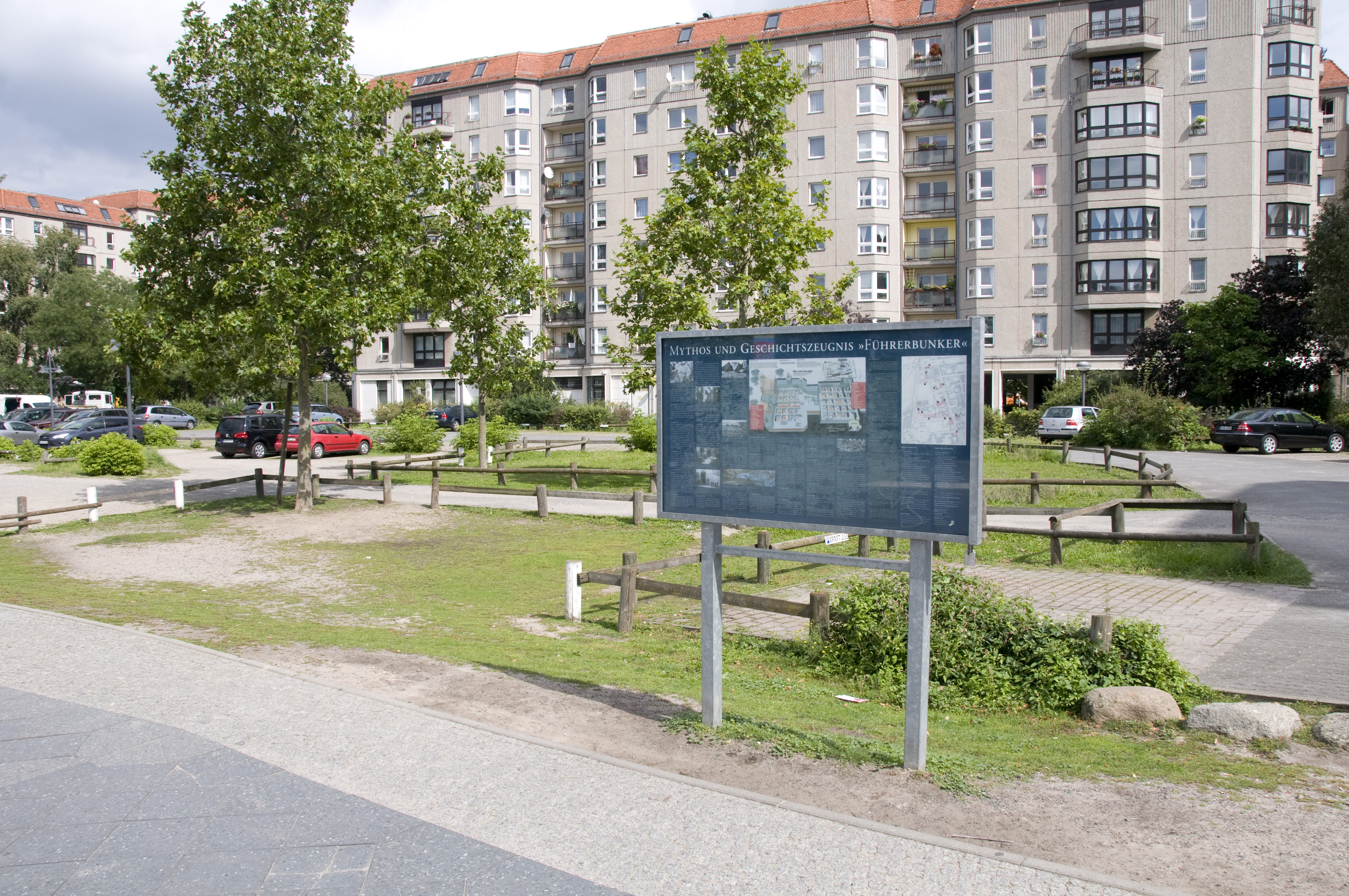
Místo, kde se nacházel Vůdcův bunkr (2011)

Při bojích o vládní čtvrť Berlína v dubnu a květnu 1945 bylo staré i nové kancléřství bojovými operacemi a především přímou nebo nepřímou palbou dělostřelectva velmi poškozeno. Bunkr však žádné poškození neutrpěl vyjma několika zásahů nejspíše minometnými střelami do kopulí strážních (ventilačních) věží v zahradě kancléřství. Koncem dubna 1945 byl horní bunkr téměř celý využíván jako polní lazaret pod velením profesora Hasseho a skupinou zdravotních sester. V brzkých ranních hodinách 2. května 1945 pronikli první vojáci Rudé armády do prostor zdevastovaného starého říšského kancléřství a zároveň z ulice Voßstraße do zahrady říšského kancléřství. I přes přítomnost několika příslušníků divize SS Leibstandarte Adolf Hitler bunkr obsadili bez boje.
Po skončení druhé světové války bylo uskutečněno několik pokusů bunkr zničit, avšak nikdy nebyl zničen zcela. V pozdějších letech občas stavební dělníci narazili na část prostor, ovšem tyto byly vždy opět zasypány. Od roku 2006 je na místě bývalého bunkru umístěna pamětní deska.

## Poslední obyvatelé
| 22. dubna            | Karl Gebhardt • Julius Schaub • Christa Schroeder • Johanna Wolf |
| 23. dubna            | Theodor Morell • Albert Speer • Joachim von Ribbentrop |
| 24. dubna            | Walter Frentz |
| 28. dubna            | Robert von Greim • Hanna Reitsch |
| 29. dubna            | Heinrich Müller • Bernd Freytag von Loringhoven • Gerhardt Boldt • Rudolf Weiss |
| 30. dubna            | Nicolaus von Below |
| 1. května            | Erich Kempka • Traudl Junge • Gerda Christian • Constanze Manziarly • Else Krüger • Otto Günsche • Johann Rattenhuber • Werner Naumann • Wilhelm Mohnke • Hans-Erich Voss • Ludwig Stumpfegger • Martin Bormann • Artur Axmann • Walther Hewel • Günther Schwägermann • Armin D. Lehmann • Ernst-Günther Schenck |
| 2. května            | Rochus Misch • Helmuth Weidling • Hans Refior • Theodor von Dufving • Siegfried Knappe |
| Nejisté datum        | Wilhelm Zander • Heinz Lorenz • Heinz Linge • Hans Baur |
| Přítomni i 2. května | Erna Flegel • Werner Haase • Johannes Hentschel |
| Sebevražda           | Ernst-Robert Grawitz • Adolf a Eva Hitlerovi • Joseph a Magda Goebbelsovi • Wilhelm Burgdorf • Hans Krebs • Peter Högl |
| Zabití               | Hermann Fegelein • Děti Josepha Goebbelse |